# Dominik Topinka
Dominik Topinka (1993) is een Tsjechisch baanwielrenner en BMX'er.
In 2020 werd Topinka met de Tsjechische ploeg tweede op de teamsprint tijdens de Europese kampioenschappen baanwielrennen in Plovdiv.

## Palmares

### Baanwielrennen
| Jaar  | TK         | EK         | WK    | Overig |
| Elite | Elite      | Elite      | Elite | Elite  |
| ----- | ---------- | ---------- | ----- | ------ |
| 2019  | teamsprint |            |       |        |
| 2020  | teamsprint | teamsprint |       |        |